# Dan O’Shannon

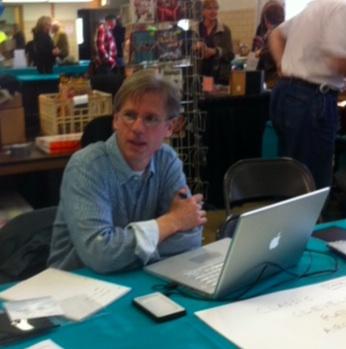
Dan O’Shannon 2012

Daniel Thomas „Dan“ O’Shannon (* 10. März 1962 in Ohio) ist ein US-amerikanischer Drehbuchautor und Filmproduzent.

## Leben
O’Shannon besuchte die Painesville Riverside High School. Nach Beendigung der High School trat er als Stand-up-Comedian im Cleveland Comedy Club auf. Er studierte Anfang der 1980er-Jahre an der Cleveland State University, wo er auch für die Studentenzeitschrift Cauldron schrieb.
O’Shannon begann Mitte der 1980er-Jahre, Drehbücher vor allem für Fernsehserien zu schreiben und zu produzieren. Mehrfach schrieb und produzierte er dabei Bücher für Folgen der Serien Newhart, Cheers und Frasier. Für die Serie Modern Family, für die er zwischen 2009 und 2014 insgesamt 15 Folgen schrieb, gewann er fünf Emmys für die beste Comedy-Serie. Eine Ausnahme in O’Shannons Schaffen stellt die Arbeit an den animierten Kurzfilmen Redux Riding Hood (1997) und The Fan and the Flower (2005) dar, für die er das Drehbuch schrieb. Für Redux Riding Hood wurde O’Shannon 1998 für einen Oscar in der Kategorie Bester animierter Kurzfilm nominiert.
Im Jahr 2012 veröffentlichte O’Shannon sein erstes Buch, das Sachbuch What Are You Laughing At? A Comprehensive Guide to the Comedic Event. Im Jahr 2014 folgte Die Abenteuer von Mrs Jesus (The Adventures of Mrs. Jesus). Mit The History of Us kam 2015 der erste Fernsehfilm heraus, für den O’Shannon das Drehbuch schrieb.

## Filmografie
- 1986: It’s a Living (TV-Serie, eine Folge)
- 1987: The Charmings (TV-Serie, eine Folge)
- 1987–1989: Newhart (TV-Serie, 6 Folgen)
- 1989–1993: Cheers (TV-Series, 39 Folgen)
- 1990: The Earth Day Special (TV)
- 1993: The Boys (TV-Serie, 3 Folgen)
- 1996–1998: Susan (Suddenly Susan) (TV-Serie, 4 Folgen)
- 1997: Redux Riding Hood
- 1998: Maggie (TV-Serie, 2 Folgen)
- 1999–2002: Frasier (TV-Serie, 7 Folgen)
- 2002: Star Trek: Enterprise (TV-Serie, eine Folge)
- 2005: The Fan and the Flower
- 2005, 2006: Nemesis – Der Angriff (Threshold) (TV-Serie, 2 Folgen)
- 2006: Jericho – Der Anschlag (Jericho) (TV-Serie, eine Folge)
- 2007, 2008: Back to You (TV-Serie, zwei Folgen)
- 2009: Better Off Ted – Die Chaos AG (Better Off Ted) (TV-Serie, zwei Folgen)
- 2009–2014: Modern Family (TV-Serie, 15 Folgen)
- 2015: Odd Couple (TV-Serie, 2 Folgen)
- 2015: The History of Us (TV)

## Auszeichnungen (Auswahl)
- 1991: Primetime Emmy Award for Outstanding Comedy Series für Cheers
- 1998: Oscar-Nominierung, Bester animierter Kurzfilm, für Redux Riding Hood
- 2003: WGA Award im Bereich Episodic Comedy, Writers Guild of America, für Frasier, Folge: Frasier: Rooms with a View
- 2003: Ehrendoktorwürde der Cleveland State University
- 2010: Primetime Emmy Award for Outstanding Comedy Series für Modern Family
- 2010: WGA Award im Bereich Neue Serie, Writers Guild of America, für Modern Family
- 2011: Primetime Emmy Award for Outstanding Comedy Series für Modern Family
- 2011: Producers Guild of America Award, Outstanding Producer of Episodic Television, Comedy, für Modern Family
- 2011: WGA Award im Bereich Comedy-Serie (TV), Writers Guild of America, für Modern Family
- 2012: Primetime Emmy Award for Outstanding Comedy Series für Modern Family
- 2012: Producers Guild of America Awards, Outstanding Producer of Episodic Television, Comedy, für Modern Family
- 2012: Humanitas-Preis für Modern Family
- 2012: WGA Award im Bereich Comedy-Serie (TV), Writers Guild of America, für Modern Family
- 2013: Primetime Emmy Award for Outstanding Comedy Series für Modern Family
- 2013: Producers Guild of America Awards, Outstanding Producer of Episodic Television, Comedy, für Modern Family
- 2014: Primetime Emmy Award for Outstanding Comedy Series für Modern Family
- 2014: Producers Guild of America Awards, Outstanding Producer of Episodic Television, Comedy, für Modern Family
- 2015: Producers Guild of America Awards, Outstanding Producer of Episodic Television, Comedy, für Modern Family